# 岡本寛昭
岡本 寛昭（おかもと ひろあき、1946年12月 - ）は、日本の工学者。学位は、工学博士。専門はコンクリート工学。
舞鶴工業高等専門学校名誉教授。

## 来歴
現在の福井県若狭町出身。
1971年に（旧）東京都立大学大学院工学研究科修士課程土木工学専攻を修了した。同年より舞鶴工業高等専門学校に48年間勤務した。
2010年に退職して、名誉教授となる。
2025年4月に瑞宝小綬章を受章した。

## 著作

### 単著
- 『舞鶴クレインブリッジ 地域社会に根付いた斜張橋』文理閣、2003年
- 『擁壁・カルバートの限界状態設計』鹿島出版会、2012年
- 『福島原発事故の真相究明』青葉堂、2023年[1]

### 共著
- 『コンクリート構造工学』 第2版（共著者の一人）、森北出版、2003年
  - 第3版、2010年
  - 第4版、2014年
  - 第5版、2020年
- 『コンクリート施行設計学序説』（共著者6人の1）技報堂出版、2004年